# معوية شبه طيرية
معوية شبه طيرية (الاسم العلمي:Enterococcus pseudoavium) هي نوع من البكتيريا تتبع جنس المكورة المعوية من فصيلة المكورات المعوية.